# Pseudabryna luzonica
Pseudabryna luzonica är en skalbaggsart som beskrevs av Schultze 1916. Pseudabryna luzonica ingår i släktet Pseudabryna och familjen långhorningar.
Artens utbredningsområde är Filippinerna. Inga underarter finns listade i Catalogue of Life.